# Ryan Lewis

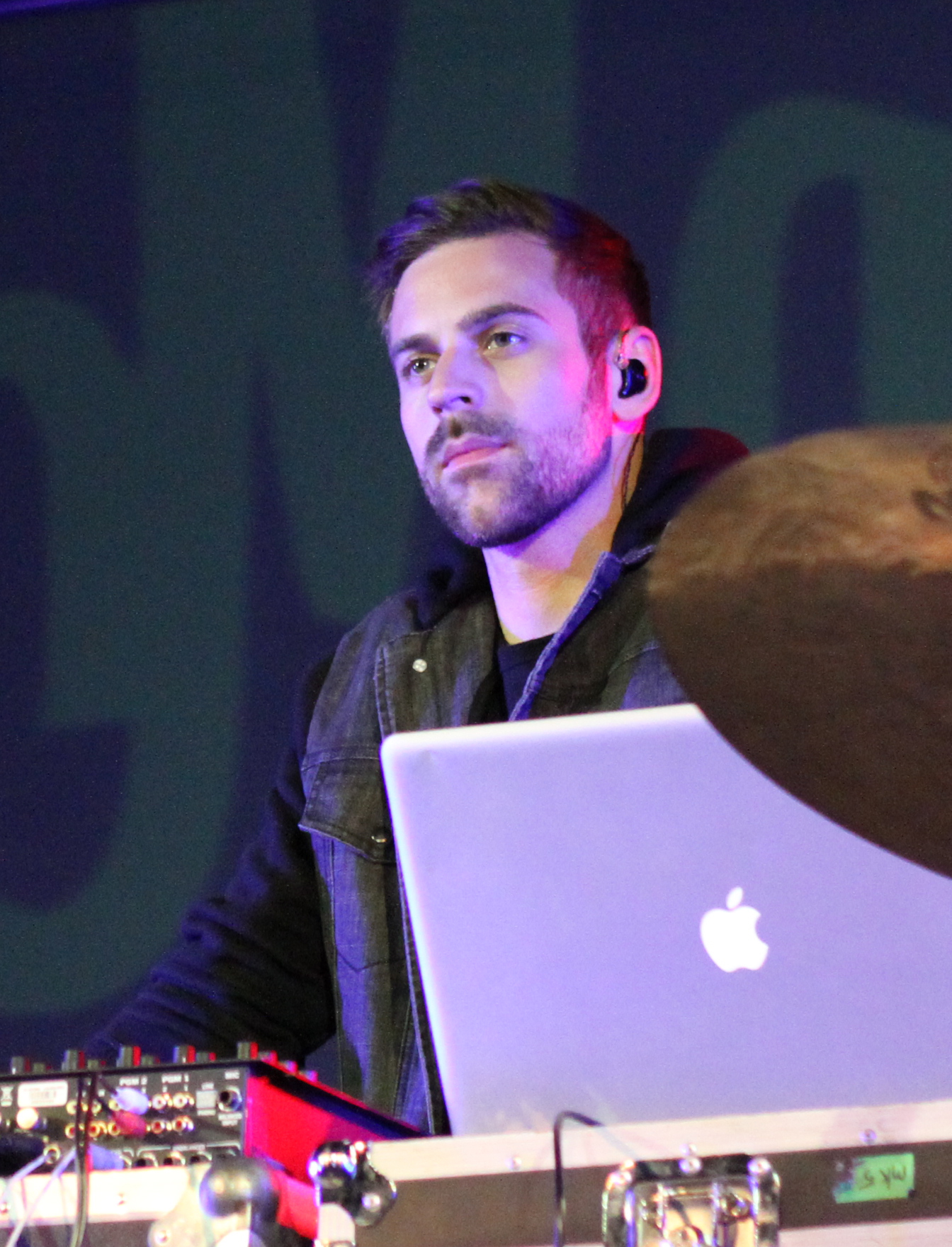
Lewis während eines Auftritts mit Macklemore im Februar 2013.

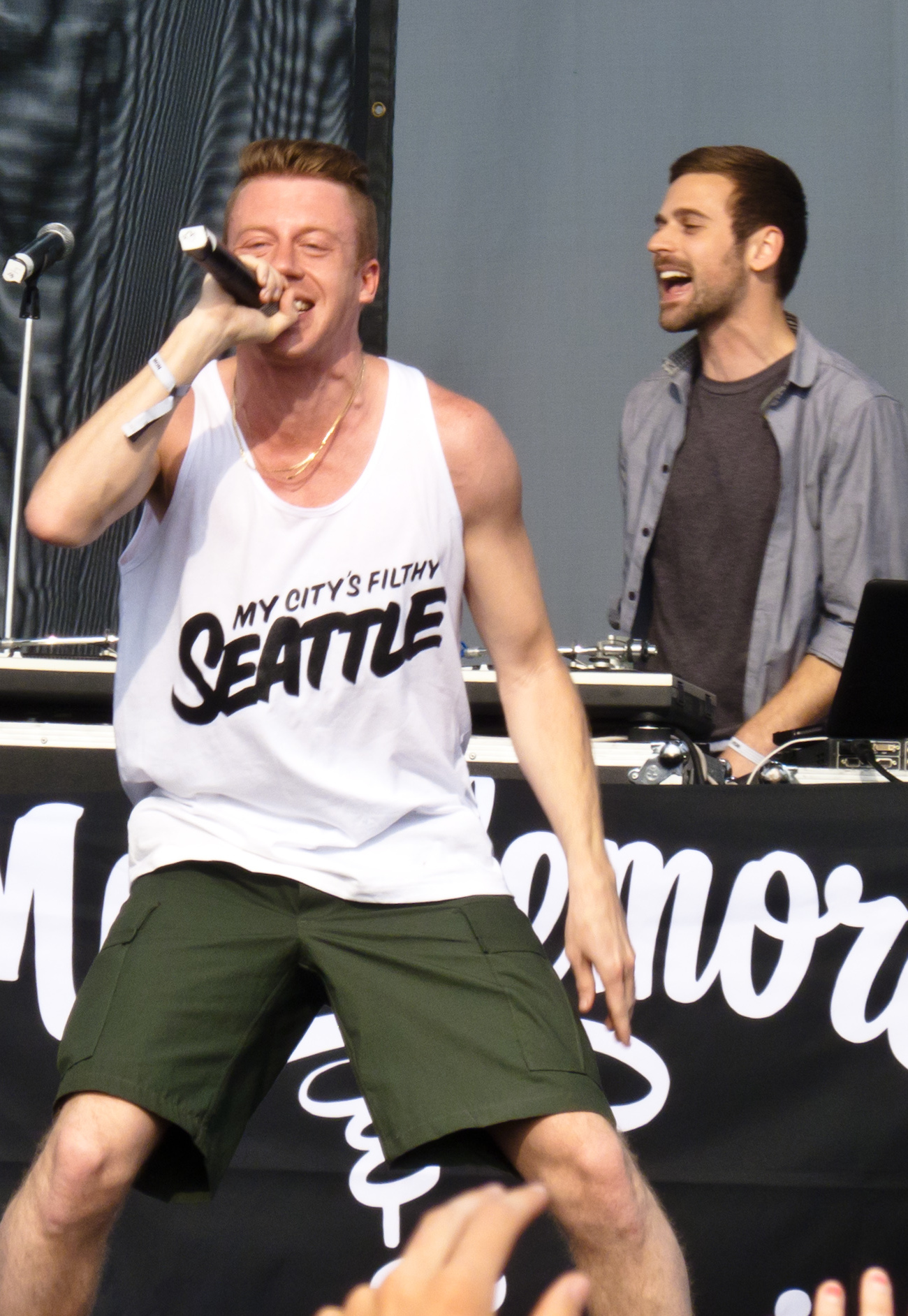
Ryan Lewis (hinten) mit Macklemore bei einem Auftritt beim Sasquatch! Music Festival (2011)

Ryan S. Lewis (* 25. März 1988 in Spokane, Washington) ist ein US-amerikanischer Musiker und Musikproduzent, der vor allem als Teil des Duos Macklemore & Ryan Lewis Bekanntheit erlangte.

## Biografie
Ryan Lewis wurde am 25. März 1988 geboren. Er besuchte die High School in Ferris Spokane, Washington und absolvierte die Roosevelt High School in Seattle. Er studierte an der University of Washington im Schwerpunkt Comparative History of Ideas. Schon früh war er als Gitarrist verschiedener Rockbands aktiv, bevor er sich mit Audio-Produktionen beschäftigte. Am 1. Januar 2009 veröffentlichte er sein Soloalbum Instrumentals. Am 6. November 2009 erschien gemeinsam mit dem Rapper Symmetry das Album Symmetry/Ryan Lewis LP.
Neben seiner Tätigkeit als DJ und Musikproduzent begann sich Lewis ab dem Alter von 15 Jahren auch für Fotografie zu interessieren. Er wurde professioneller Fotograf und begann im Sommer 2006 als Foto-Designer für Macklemore zu arbeiten. Die beiden freundeten sich an und begannen auch musikalisch zusammenzuarbeiten. Ende 2008, nach verschiedenen gemeinsamen Produktionen, gründeten sie ein eigenständiges Projekt unter dem Namen Macklemore & Ryan Lewis. 2012 und 2016 veröffentlichten sie zusammen zwei international erfolgreiche Alben und hatten mehrere gemeinsame Hits.
2017 heiratete Ryan Lewis seine Jugendfreundin Jackie Ganger.

## Diskografie
Veröffentlichungen ohne Macklemore
- Symmetry/Ryan Lewis LP (Album, mit Symmetry, 2008)
- Instrumentals (EP, 2008)